# Elemér Lónyay

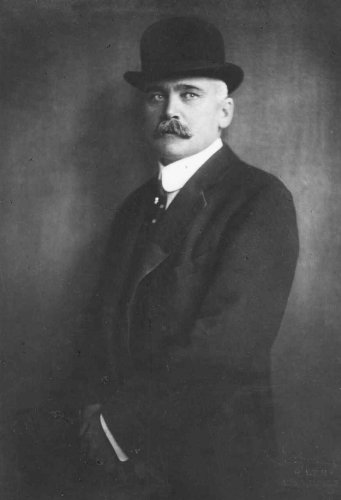
Elemér Fürst von Lónyay

Elemér Edmund Lónyay, seit 1896 Graf, seit 1917 Fürst Lónyay von Nagy-Lónya und Vasáros-Namény (* 24. August 1863 auf Schloss Bodrogolaszi, Ungarn; † 29. Juli 1946 in Budapest, Ungarn), war ein ungarischer Diplomat aus der Familie Lónyay de Nagy-Lónya et Vasáros-Namény. 

## Leben
Elemér wurde als zweiter Sohn des Barons Edmund (Ödön) Lónyay de Nagy-Lónya et Vásáros-Namény (1834–1885) und seiner Gattin Vilma geb. Pázmándy de Szomor et Somodor (1839–1919) auf dem Familienschloss Bodrogolaszi (im heutigen Komitat Borsod-Abaúj-Zemplén) geboren. Er besuchte das Gymnasium in Sárospatak und studierte anschließend wie sein älterer Bruder Gábor (1861–1917) Rechts- und Staatswissenschaften in Budapest. Nach dem Tod des Vaters 1885 übernahm Gábor die Familiengüter, während Elemér in den diplomatischen Dienst eintrat. 1886 wurde er zum Legationsrat ernannt, 1889 zum königlichen Kammerherrn. 1895 begleitete er den Erzherzog Ludwig Viktor als Mitglied der kaiserlichen Gesandtschaft zur Krönung des Zaren Nikolaus II. nach Sankt Petersburg. Am 29. November 1896 erhob der Kaiser Elemér und seinen Bruder in den erblichen Grafenstand. 

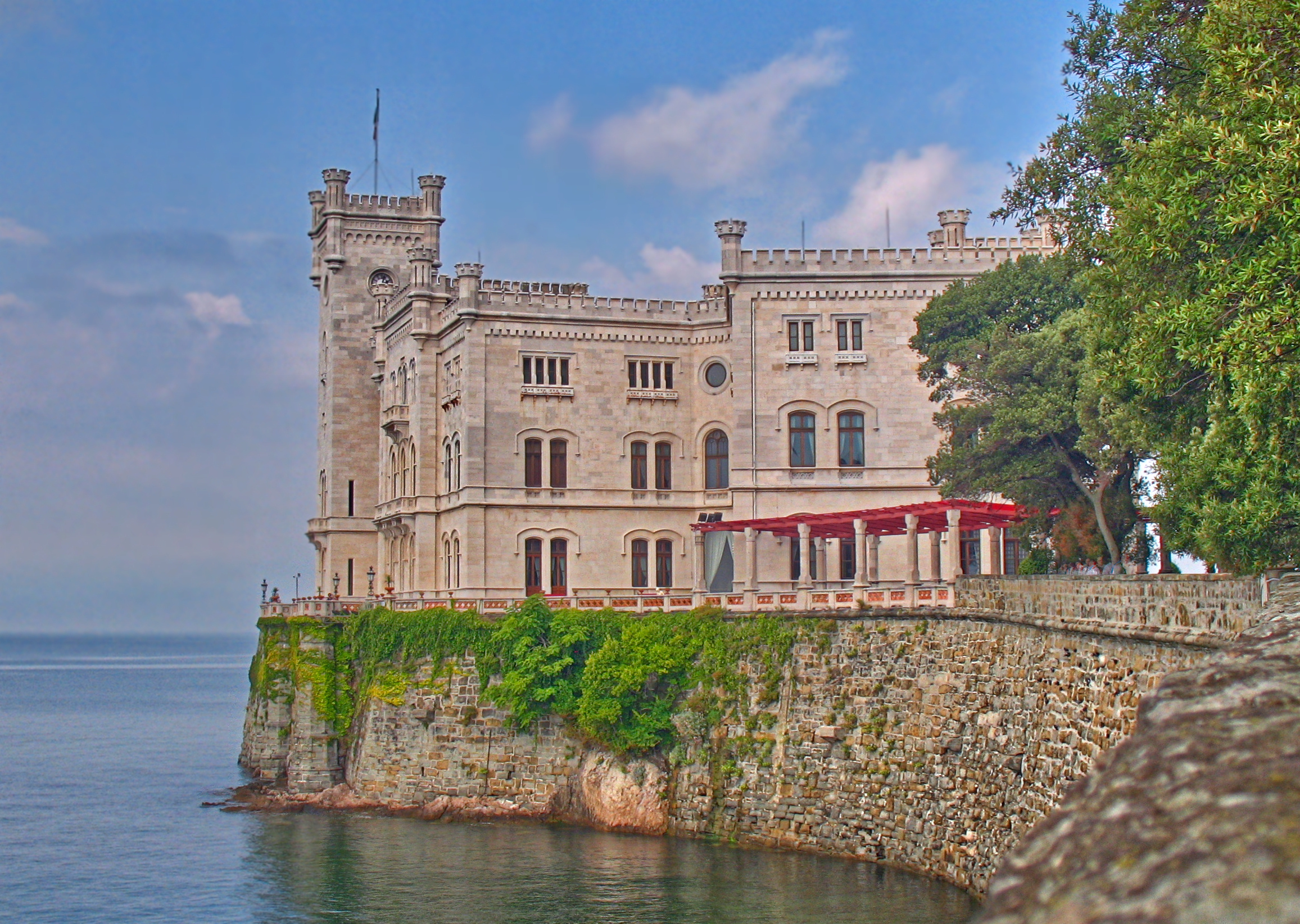
Schloss Miramare

Elemér heiratete am 22. März 1900 Kronprinzen-Witwe Erzherzogin Stephanie, die Witwe des österreichischen Kronprinzen Rudolf, in der Kapelle von Schloss Miramare bei Triest und wurde damit zugleich der Stiefvater von Erzherzogin Elisabeth Marie von Österreich, dem einzigen Kind seiner Ehefrau. Nach Rudolfs Tod hatte Stephanie nur noch eine ganz untergeordnete Rolle am Wiener Hof gespielt; sie fühlte sich von der kaiserlichen Familie zurückgesetzt und verachtet. Die nicht standesgemäße Ehe mit Elemér hatte den Verlust ihres Ranges als Erzherzogin, den Ausschluss aus dem österreichischen Erzhaus und den Bruch mit ihrem Vater, König Leopold II. von Belgien, zur Folge. Die Ehe blieb zwar kinderlos, da Stephanie keine Kinder mehr bekommen konnte (wahrscheinlich infolge einer venerischen Infektion durch ihren ersten Mann), wurde aber sehr glücklich. Das Paar ließ sich 1906 auf dem ungarischen Schloss Oroszvár nieder, das vom Ehepaar angekauft worden war und heute auf dem Stadtgebiet von  Bratislava liegt. Die Sommer verbrachte es meist in Bodrog-Olaszi. In Oroszvár war häufig Thronfolger Erzherzog Franz Ferdinand mit seiner Gattin, Herzogin Sophie von Hohenberg, bei ihnen zu Gast. Beide Ehepaare waren nicht standesgemäß verheiratet.
Am 9. Februar 1917 erhob Kaiser Karl I. Elemér Lónyay und seine Gemahlin in den Fürstenstand. Elemér Lónyay war damals auch k.u.k. Kämmerer und erbliches Mitglied des ungarischen Magnatenhauses.
1945 mussten der Fürst und seine Frau auf der Flucht vor der Roten Armee ihr Schloss Oroszvár verlassen und fanden in der Benediktinerabtei Pannonhalma Zuflucht, wo Fürstin Stephanie am 23. August 1945 starb. Der Fürst starb ein knappes Jahr später in Budapest. Beide wurden in der Krypta der Stiftskirche Pannonhalma beigesetzt. Da das Ehepaar keine Kinder hatte, erlosch damit der Fürstentitel.